# Norrala tingslag
Norrala tingslag var ett tingslag i Gävleborgs län. Tingslaget omfattade sydöstra delen av landskapet Hälsingland utmed Bottenhavet kring och innanför Söderhamn. 
Tingslaget bildades 1694 och ombildades 1877 till Södra Hälsinglands östra tingslag
Domsaga var från 1771 Södra Hälsinglands domsaga, Hälsinglands domsaga dessförinnan.

## Socknar
Tingslaget omfattade följande fem socknar:
- Mo
- Norrala
- Rengsjö
- Söderala varur Bergviks församling utbröts 1914 och Ljusne församling 1917
- Trönö